# Operclipygus arnaudi
Operclipygus arnaudi är en skalbaggsart som beskrevs av Dégallier 1982. Operclipygus arnaudi ingår i släktet Operclipygus och familjen stumpbaggar. Inga underarter finns listade i Catalogue of Life.